# Географическая среда
Географи́ческая среда́ — часть земного пространства, в котором человеческое общество находится в наше время в непосредственном взаимодействии, то есть та часть Земли, которая связана и с процессом жизнедеятельности людей и вовлечена в него.
В другом источнике указано что Географи́ческая среда́ это природные условия существования человека на Земле, вовлечённые в сферу его деятельности. Часть географической оболочки, включённая в сферу человеческой деятельности и составляющая необходимое условие существования общества.
Географическая среда оказывает значительное влияние на развитие общества, это региональная характеристика естественной среды, в которой развивается конкретное общество, страна (край, регион), государство.